# Nattanai Dajaroen
Nattanai Dajaroen (thailändisch ณัฐนัย ดาเจริญ; * 30. Januar 2006 in Suphanburi), auch als Fuse bekannt, ist ein thailändischer Fußballspieler.

## Karriere
Nattanai Dajaroen erlernte das Fußballspielen in der Schulmannschaft der Suphanburi Sports School. Anfang Januar 2024 unterschrieb er seinen ersten Vertrag beim Suphanburi FC. Der Verein aus Suphanburi spielte in der zweiten Liga, der Thai League 2. In Rückrunde der Saison 2023/24 kam er in der Liga nicht zum Einsatz. Sein erstes Pflichtspiel bestritt er am 20. November 2024 in der ersten Runde des FA Cup gegen den Viertligisten Vongchavalitkul Nakhon Ratchasima FC. Bei dem 3:0-Auswärtserfolg wurde er in der 83. Minute für den Nigerianer Babatunde Onifade eingewechselt. Sein Zweitligadebüt gab Dajaroen am 21. Dezember 2024 (17. Spieltag) im Heimspiel gegen den Bangkok FC. Bei der 1:4-Heimniederlage wurde er in der 81. Minute für Sitthinan Rungrueang eingewechselt. Am Ende der Saison 2024/25 musste er mit Suphanburi in die dritte Liga absteigen.